# Capnogryllacris obscurata
Capnogryllacris obscurata är en insektsart som beskrevs av Heinrich Hugo Karny 1937. Capnogryllacris obscurata ingår i släktet Capnogryllacris och familjen Gryllacrididae. Inga underarter finns listade i Catalogue of Life.